# Liste der Kulturdenkmäler in Kirrweiler (Pfalz)
In der Liste der Kulturdenkmäler in Kirrweiler (Pfalz) sind alle Kulturdenkmäler der rheinland-pfälzischen Ortsgemeinde Kirrweiler (Pfalz) aufgeführt. Grundlage ist die Denkmalliste des Landes Rheinland-Pfalz (Stand: 14. August 2023).

## Denkmalzonen
| Bezeichnung                    | Lage | Baujahr                 | Beschreibung | Bild                           |
| ------------------------------ | --- | ----------------------- | --- | ------------------------------ |
| Denkmalzone Jüdischer Friedhof | nördlich des Ortes; Flur Am Holzweg Lage | 1869                    | 46 Grabmäler, 1869 bis 1940er Jahre; Gedenksteine für KZ-Opfer | weitere Bilder Fotos hochladen |
| Denkmalzone Ortsbefestigung    | |                         | mit viereckigem Grundriss erhalten: vor allem am nördlichen und am östlichen Ortsrand umfangreiche Reste von Mauer (bis zu 5 m Höhe) und Graben (nördlicher Mauerzug, ⊙; östlicher Mauerzug, ⊙) sowie drei Mauertürmen: an Nordwest- und Südostecke jeweils runder (Dietrichturm, ⊙; Venninger Turm, ⊙), in der Mitte der Ostseite ein quadratischer Turm (⊙)                                                                       | weitere Bilder Fotos hochladen |
| Denkmalzone Ortskern           | Friedhofstraße 2, Hauptstraße 1 und 2–6, Marktstraße 83–109 und 90–110 (ohne Nr. 87/89), Kirchstraße 1–19 und 4–20, Mühlgasse 3, Neugasse 1–20, Schloßstraße 23, 24 und 26 Lage | 16. bis 19. Jahrhundert | überlieferter historischer Ortsgrundriss, wohl auf einen mittelalterlichen Ursprung zurückzuführen und mindestens seit der ersten Hälfte des 19. Jahrhunderts unverändert; weitgehend dichte und geschlossene Bebauung mit Winzer- und Handwerkerhöfen des 16. bis 19. Jahrhunderts; zentral gelegenes Areal mit Kirche, Pfarrhof und Wachthaus; straßenbildprägende Putzfassaden mit Sandsteingliederung sowie zahlreiche Torbögen | Fotos hochladen                |

## Einzeldenkmäler
| Bezeichnung                                   | Lage                                               | Baujahr                           | Beschreibung | Bild                           |
| --------------------------------------------- | -------------------------------------------------- | --------------------------------- | --- | ------------------------------ |
| Villa                                         | Bordmühlweg 28 Lage                                | 1890                              | Fabrikantenvilla; gründerzeitlicher Mansarddachbau, bezeichnet 1890 | Fotos hochladen                |
| Weinbergsmauer                                | Friedhofstraße Lage                                | 18. Jahrhundert                   | Weinbergsmauer, 18. Jahrhundert; Einfahrt mit stattlichen Pfeilern zugesetzt, Nordabschnitt mit Bischofsmütze in schlechtem Zustand, Höhe ca. 2 m, eine Pforte bezeichnet IH | Fotos hochladen                |
| Friedhofskreuz und Grabmäler                  | Friedhofstraße, auf dem Friedhof Lage              | ab 1816                           | Friedhofskreuz, nachbarockes Kreuz, 1818 durch Jacob Franz Heinz und andere (Stifter- und Spruchinschrift), Steinkruzifix mit Heiliger Maria Magdalena (Bild); - Grabmal Eheleute Georg Adam Dosenbach (gestorben 1816): klassizistische Grabsäule mit Urnenaufsatz; - Grabmal für den Lehrer Johannes Hornbach (gestorben 1921) und Margareta Winterborn (gestorben 1927): barockisierende Stele mit Salvatorkopf und betendem Schülerpaar im Relief (Bild), Inschrift: „ALLE FÜR EINEN EINER FÜR ALLE“; - Grabmal Familie Andreas Sebastian (gestorben 1925): Kruzifixrelief in barockisierender Ädikula, Kunststein | weitere Bilder Fotos hochladen |
| Friedhofskapelle Mater Dolorosa               | Friedhofstraße, auf dem Friedhof Lage              | 1765                              | barocker Saalbau, Schweifgiebelfassade, bezeichnet 1765, Architekt Leonhard Stahl, mit Ausstattung; - zur Umgebung gehörende barocke Pfosten des Friedhofseingangs, - klassizistische Priestergrabsteine; - Sieben Schmerzen Mariä, 19. Jahrhundert, Bildstöcke mit Kreuzaufsatz (Bild), die Reliefs neu | weitere Bilder Fotos hochladen |
| Statue                                        | Friedhofstraße, an Nr. 2 Lage                      |                                   | Figur des Heiligen Joseph; spätbarocke Skulptur, um 1770 | Fotos hochladen                |
| Torbogen                                      | Hauptstraße, an Nr. 2 Lage                         | 1565                              | Renaissance-Torbogen, bezeichnet 1565 (Bild) | weitere Bilder Fotos hochladen |
| Torbogen                                      | Hauptstraße, an Nr. 3 Lage                         | 1597                              | Renaissance-Torbogen mit Nebenpforte, bezeichnet 1597 (Bild) | weitere Bilder Fotos hochladen |
| Torbogen                                      | Hauptstraße, an Nr. 5 Lage                         | 1597                              | Renaissance-Torbogen mit Nebenpforte (Bild), bezeichnet 1577 | weitere Bilder Fotos hochladen |
| Torbogen                                      | Hauptstraße, zu Nr. 6 Lage                         | 18. Jahrhundert                   | barocker Torbogen mit Nebenpforte, 18. Jahrhundert | Fotos hochladen                |
| Rathaus                                       | Hauptstraße 12 Lage                                | 1725                              | ehemaliges neues fürstbischöfliches Amtshaus, wuchtiger barocker Krüppelwalmdachbau, bezeichnet 1725, Schulumbau 1826 | weitere Bilder Fotos hochladen |
| Hofanlage                                     | Hauptstraße 15/17 Lage                             | 16. bis 19. Jahrhundert           | Hofanlage, 16. bis 19. Jahrhundert; Krüppelwalmdachbau, teilweise Fachwerk, im Kern aus dem 16. Jahrhundert, um 1830 überformt, Renaissancetorbogen (Bild) um 1600 | weitere Bilder Fotos hochladen |
| Torbogen                                      | Hauptstraße, an Nr. 18 Lage                        | 1570                              | Renaissance-Torbogen, bezeichnet 1570 | Fotos hochladen                |
| Torbogen                                      | Hauptstraße, an Nr. 32 Lage                        | 1777                              | spätbarocker Torbogen mit Nebenpforte, bezeichnet 1777 | Fotos hochladen                |
| Weinbergsmauer                                | Hauptstraße, zu Nr. 54 Lage                        | 18. Jahrhundert                   | Weinbergsmauer, barock, 18. Jahrhundert | Fotos hochladen                |
| Dreifaltigkeitskapelle                        | Hauptstraße 68 Lage                                | 1682                              | barocker Satteldachbau mit Dachreiter, 1682 | Fotos hochladen                |
| Spolie                                        | Hauptstraße, an Nr. 181 (Hammelmühle) Lage         | 1727                              | barocker Reliefstein, bezeichnet 1727 | Fotos hochladen                |
| Judenbad                                      | Kirchstraße, unter Nr. 4 Lage                      | vor 1842                          | ehemaliges Judenbad, vor 1842 | Fotos hochladen                |
| Hofanlage                                     | Kirchstraße 9 Lage                                 | 18. Jahrhundert                   | Hofanlage; eingeschossiges barockes Wohnhaus, 18. Jahrhundert, Torbogen um 1600 (Bild) | weitere Bilder Fotos hochladen |
| Katholische Pfarrkirche Heilige Kreuzerhöhung | Kirchstraße 11 Lage                                | ab dem 14. Jahrhundert            | barocker Saalbau, 1749/50, gotischer Chorturm, 14. Jahrhundert, Turm-Obergeschoss 1603 | weitere Bilder Fotos hochladen |
| Kriegerdenkmal und Grabmal                    | Kirchstraße, bei Nr. 11 Lage                       |                                   | Kriegerdenkmal 1914/18, reliefierte Stele, bezeichnet 1921; - Grabmal H. A. Loskandt († 1792), spätbarockklassizistische Stele mit Kruzifixbekrönung; - barocke Figur St. Nepomuk (Bild), Rotsandstein, bezeichnet 1765 (Bild – Chronostichon), ursprünglich am südlichen Ortsausgang | Fotos hochladen                |
| Katholischer Pfarrhof                         | Kirchstraße 13 Lage                                | 1753/54                           | ehemaliger katholischer Pfarrhof; barocke Anlage; Krüppelwalmdachbau, 1753/54, Architekt Johann Georg Stahl | Fotos hochladen                |
| Wachthaus                                     | Kirchstraße 15 Lage                                | 1545                              | ehemaliges fürstbischöfliches Wachthaus; im Kern spätgotischer, barock überformter Walmdachbau, bezeichnet 1545 | Fotos hochladen                |
| Dietrichturm                                  | Maigasse, zu Nr. 6 Lage                            |                                   | Rest eines spätmittelalterlichen Ortsbefestigungsturms | Fotos hochladen                |
| Statue und Torbogen                           | Marktstraße, an Nr. 83 Lage                        | Mitte des 18. Jahrhunderts        | Nischenskulptur, Figur des Heiligen Antonius (Bild), Mitte des 18. Jahrhunderts; Torbogen bezeichnet 1746 (Bild) | weitere Bilder Fotos hochladen |
| Gasthaus „Zur Krone“                          | Marktstraße 98 Lage                                | 1747                              | bezeichnet 1747 und 1788, rückwärtig Saal, Fachwerk, Krüppelwalmdach, Walmdach-Scheune, Torbogen, bezeichnet 1712 (?); bauliche Gesamtanlage | Fotos hochladen                |
| Wohnhaus                                      | Marktstraße 100/102 Lage                           | 18. Jahrhundert                   | Fachwerkhaus, teilweise massiv, im Wesentlichen aus dem 18. Jahrhundert, Torbogen bezeichnet 1503 | Fotos hochladen                |
| Rathaus                                       | Marktstraße 101 Lage                               | 1722                              | ehemaliges Rathaus; ehemaliges fürstbischöfliches Amtshaus (?), Treppenturm, bezeichnet 1722 und 1758 | Fotos hochladen                |
| Hofanlage                                     | Marktstraße 103 Lage                               | 16. bis 18. Jahrhundert           | Hofanlage, 16. bis 18. Jahrhundert; Wohnhaus, im Kern aus dem 16. Jahrhundert; Torbogen, bezeichnet 1710, Pforte bezeichnet 1755; über der Torfahrt Laubengang; Einfriedungsmauer; bauliche Gesamtanlage | Fotos hochladen                |
| Torbogen                                      | Marktstraße, an Nr. 105 Lage                       | um 1600                           | Renaissance-Torbogen, um 1600 | Fotos hochladen                |
| Hofanlage                                     | Marktstraße 107 Lage                               | erste Hälfte des 19. Jahrhunderts | Hofanlage; mehrteiliger Walmdachbau, im Wesentlichen aus der ersten Hälfte und der Mitte des 19. Jahrhunderts, Renaissancetorbogen, um 1600 | Fotos hochladen                |
| Wohnhaus                                      | Marktstraße 110 Lage                               | 1546                              | stattlicher Winkelbau, im Kern wohl aus dem 16. Jahrhundert (bezeichnet 1546 (Bild)), barocke Fassade bezeichnet (17)33 | weitere Bilder Fotos hochladen |
| Mühle                                         | Mühlgasse 3 Lage                                   | 16. bis 19. Jahrhundert           | ehemalige Mühle, 16. bis 19. Jahrhundert; mächtiger Walmdachbau, 16. oder 17. Jahrhundert, vorgelagert eingeschossiges klassizistisches Wohnhaus | Fotos hochladen                |
| Wohnhaus                                      | Neugasse 13 Lage                                   | 17. Jahrhundert                   | Fachwerkwohnhaus, Altenteil eines Dreiseithofs, 17. Jahrhundert, barocker Torbogen mit Nebenpforte (Bild) | weitere Bilder Fotos hochladen |
| Synagoge                                      | Schloßstraße 1 Lage                                | 1766                              | ehemalige Synagoge; Bruchsteinbau mit Rundbogenfenstern, 1766, 1830 erweitert | weitere Bilder Fotos hochladen |
| Torbogen                                      | Schloßstraße, an Nr. 6 Lage                        | 1587                              | Renaissance-Torbogen, bezeichnet 1587 (Bild) | weitere Bilder Fotos hochladen |
| Schaffnerei                                   | Schloßstraße 14 Lage                               | um 1768                           | ehemalige fürstbischöfliche Schaffnerei; spätbarocker Walmdachbau, um 1768 | Fotos hochladen                |
| Spolie                                        | Schloßstraße, an Nr. 21 Lage                       | 18. Jahrhundert                   | barocker Reliefstein, 18. Jahrhundert | Fotos hochladen                |
| Torbogen                                      | Schloßstraße, an Nr. 23 Lage                       | um 1600                           | Renaissance-Torbogen, wohl um 1600 | Fotos hochladen                |
| Torbogen                                      | Schloßstraße, an Nr. 26 Lage                       | 1577                              | Renaissance-Torbogen, bezeichnet 1577 und 1754 (Bild) | weitere Bilder Fotos hochladen |
| Spolie                                        | Strohgasse, an Nr. 5 Lage                          | 1555                              | Wappenstein, bezeichnet 1555 | Fotos hochladen                |
| Catharinenbild                                | nördlich des Ortes; Flur Hinterer Lerchenberg Lage | 1741                              | Bildstock, barock, bezeichnet 1741 | Fotos hochladen                |

## Ehemalige Kulturdenkmäler
| Bezeichnung             | Lage                        | Baujahr         | Beschreibung | Bild                           |
| ----------------------- | --------------------------- | --------------- | --- | ------------------------------ |
| Pforte                  | Hauptstraße, an Nr. 19 Lage | 1556            | Renaissance-Hofpforte, bezeichnet 1556 und 157; abgebrochen und aus Denkmalliste gelöscht | weitere Bilder Fotos hochladen |
| Wohnhaus                | Hauptstraße, an Nr. 37 Lage | 1573            | Wohnhaus mit Krüppelwalm, im Kern 16. Jahrhundert; Renaissance-Torbogen mit stichbogiger Nebenpforte von 1573 (Bild); abgebrochen und aus Denkmalliste gelöscht, Toranlage nach Neubau des Wohnhauses wiederhergestellt (Bild) | weitere Bilder Fotos hochladen |
| Denkmalzone Marktstraße | Marktstraße 98–102 Lage     | 18. Jahrhundert | Gruppe von drei barocken Wohnhäusern des 18. Jahrhunderts, Torbogen bezeichnet 1503; aus Denkmalliste gelöscht | Fotos hochladen                |